# FBXW7
FBXW7‏ (F-box and WD repeat domain containing 7) هوَ بروتين يُشَفر بواسطة جين FBXW7 في الإنسان.